# Carlos Soublette
Carlos Valentín José de la Soledad Antonio del Sacramento Soublette y Jerez de Aristeguieta (ur. 15 grudnia 1789 w La Guaira, zm. 15 maja 1870 w Caracas) – żołnierz, polityk, dyplomata i bohater emancypacji Wenezueli.
W 1810 roku przyłączył się do walczącego o niepodległość Francisco Mirandy a następnie do Simón Bolívara. Uczestnik "ekspedycji Los Cayos". Uczestniczył w niezliczonych kampaniach przeciw wojskom hiszpańskim za co otrzymał stanowisko zarządcy centralnych prowincji a potem został wiceprezydentem w departamencie Wenezuela. Uczestniczył aktywnie w podziale Wielkiej Kolumbii i kształtowaniu się niepodległej 
Wenezueli. Dwukrotnie piastował urząd prezydenta jako kandydat José Antonio Páeza. Jego ciało spoczywa w Panteonie Narodowym.

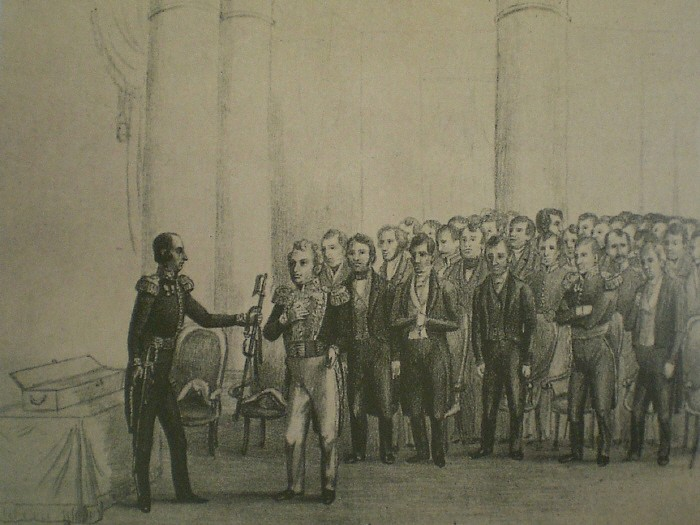
José Antonio Páez otrzymuje z rąk Carlosa Soublette Honorową Szablę,19 marca 1843